# 조지 스타인브레너

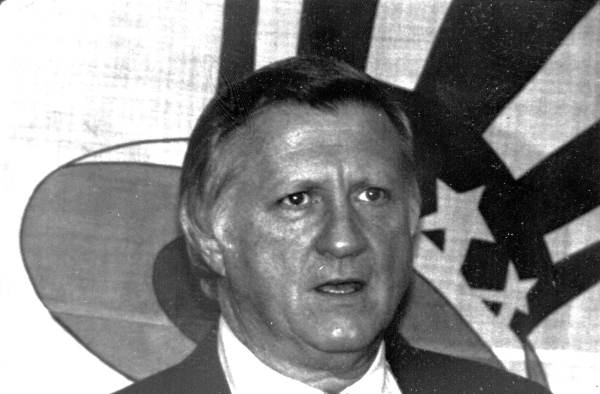
1980년의 스타인브레너

조지 스타인브레너(George Steinbrenner, 본명: 조지 마이클 스타인브레너 3세, George Michael Steinbrenner III, 1930년 7월 4일 ~ 2010년 7월 13일)는 메이저 리그 베이스볼의 뉴욕 양키스의 소유주이자 관리 파트너였던 미국의 사업가이다. 1973년 스타인브레너가 오너십 활동을 한 기간 동안 2010년 7월 그가 사망할 때까지(클럽 역사상 가장 긴 기간) 양키스는 7개의 월드 시리즈 타이틀과 11개의 페넌트를 얻었다.
한편, 1999년 12월 뉴저지 네츠를 사들여 '양키네츠'란 거대 스포츠 기업을 출범시켰으며 2000년 뉴저지 데블스를 샀으나 적자를 면치 못하자  2004년 뉴욕 양키스를 제외한 두 구단을 매착하여 '양키 글로벌 엔터프라이즈'로   상호변경했다.
아울러, 1983년 4월 12일 이전까지 홈구장 개수가 완료되지 않으면 전국 순회 경기를 펼칠 계획이었지만  2002년까지 양키스가 모든 홈경기를 양키 스타디움에서 치뤄야 한다는 계약 때문에 좌절됐다.

스타인브레너의 별명은 더 보스(The Boss)이다. 자신의 탐파 가정에서 2010년 7월 13일 아침 심장마비로 사망하였고 이 날은 2010 메이저 리그 베이스볼 올스타 게임이 열리던 날이었다.